# Ischnamoebidae
Famille
Les Ischnamoebidae sont une famille de l’ordre des Ramamoebida et la classe des Variosea.

## Étymologie
Le nom de la famille vient du genre type Ischnamoeba, dérive du grec ἰσχνός / ischnós « maigre, frêle, et αμοιβη / amoibē, « transformation », par allusion aux protozoaires Amoebozoa, littéralement « amibe frêle ». 

## Description
Les Ischnamoebidae sont des amibes non pédonculées, non fructifères, non ciliées avec des filopodes souvent ramifiés. Ils se distinguent des Filamoebidae et des Acramoebidae par un corps cellulaire étroit, allongé ou étroitement ramifié et une relation génétique plus étroite avec les Cavosteliidae. Ils forment des kystes ronds, ovales ou en forme de haricot.
Le genre type Ischnamoeba est une amibe nue uninucléée et ramifiée. La cellule est généralement fine, étendue et plate, sans corps cellulaire bien défini, à l'exception souvent d'un léger élargissement de la zone contenant le noyau. Les cellules entières sont souvent courbées, et peu ramifiées ; la ramification étant plus prononcée dans les cellules condensées ou dans les parties condensées de cellules individuelles. Les pseudopodes sont très fins, produits presque exclusivement sur les parties distales des cellules, et plus prononcés chez les organismes condensés, souvent ramifiés. Le mouvement des cellules entières est trop lent pour être directement observable. Les kystes sont ronds et parfois ovales, et mesurent de 6 à 16 µm de diamètre. Cette amibe mesure entre 35 et 140 µm. Ses branches sont étroites, de 2 µm à 12 µm. Elle est exclusivement bactérivore.

## Habitat
Ischnamoeba montana est une amibe non marine.

## Liste des genres
Selon IRMNG (22 mars 2025) :
- Darbyshirella Berney, Bass & Geisen in Berney et al., 2015
- Ischnamoeba Geisen, Bass & Berney in Berney et al., 2015 genre type
  - Espèce type : Ischnamoeba montana Geisen, Bass & Berney 2015

## Systématique
Le nom valide de ce taxon est Ischnamoebidae Cavalier-Smith in Cavalier-Smith, Chao & Lewis, 2016.

## Publication originale
- Cavalier-Smith, T., Chao, E. E. et Lewis, R., « 187-gene phylogeny of protozoan phylum Amoebozoa reveals a new class (Cutosea) of deep-branching, ultrastructurally unique, enveloped marine Lobosa and clarifies amoeba evolution », Molecular Phylogenetics and Evolution, no 99,‎ 2016, p. 275-296 (ISSN 1055-7903, lire en ligne, consulté le 22 mars 2025).